# Censimento degli Stati Uniti d'America del 1920
Il censimento degli Stati Uniti d'America del 1920 è stato il quattordicesimo censimento degli Stati Uniti d'America. Il censimento è stato condotto dall'ufficio del censimento degli Stati Uniti d'America, che ha determinato la popolazione residente negli Stati Uniti d'America e altre statistiche alla data del 5 gennaio 1920. 
La popolazione è stata conteggiata in 106.021.537 unità, con un incremento del 15% rispetto al 1910.